# Nemacheilus pardalis
Nemacheilus pardalis är en fiskart som beskrevs av Turdakov, 1941. Nemacheilus pardalis ingår i släktet Nemacheilus och familjen grönlingsfiskar. Inga underarter finns listade i Catalogue of Life.